# Fustignac
Fustignac (em occitano:  Hustinhac) é uma comuna francesa na região administrativa da Occitânia, no departamento do Alto Garona. Estende-se por uma área de 3.96 km², com 80 habitantes, segundo o censo de 2018, com uma densidade de 20 hab/km².